# Iphigenia på Tauris
Iphigenia på Tauris (Iphigénie en Tauride) er en opera af Christoph Willibald Gluck i fire akter. Librettoen er på fransk og skrevet af Nicolas-François Guillard på grundlag af Euripides' tragedie. Operaen fik urpremiere i Paris den 18. maj 1779.
Førsteopførelse på Det Kongelige Teater i København den 28. april 1874. Desuden opført på Det Kongelige Teater omkring 1970 med Ellen-Margrethe Edlers som Iphigenia, Ib Hansen som Orestes og Willy Hartmann som Pylades.